# The King Tide
The King Tide és una pel·lícula de thriller dramàtic canadenc de 2023, dirigida per Christian Sparkes.
La pel·lícula està ambientada en un petit poble de pescadors de l'illa on apareix un nen que té poders especials i místics, que condueixen l'ordre social de la ciutat a la vora de la guerra civil, ja que els residents no estan d'acord sobre si el nen va ser enviat amb un propòsit espiritual més gran. S'ha subtitulat al català.

## Repartiment
- Clayne Crawford com a Bobby
- Lara Jean Chorostecki com a Grace, la dona d'en Bobby
- Frances Fisher com a Faye, la mare de la Grace
- Alix West Lefler com a Isla, la filla adoptiva d'en Bobby i la Grace
- Aden Young com a Beau
- Cameron Nicoll com a Junior, el fill d'en Beau
- Ryan McDonald com a Dillon, un pescador de l'illa

## Rodatge
La pel·lícula es va rodar a Terranova i Labrador a la tardor de 2022.

## Dispositius i temes literaris
La pel·lícula utilitza molts dispositius i temes literaris com el realisme màgic, el paradís perdut i el neoludisme, el rebuig de la tecnologia i la globalització.